# Savski ribnik
Savski ribnik je akumulacijsko jezero na Bodkovskem potoku, s funkcijo ribnika. Nahaja se v naselju Savci, ki upravno spada pod občino Sveti Tomaž, približno na pol poti med Ptujem in Ljutomerjem. Z ribnikom gospodari ribiška družina Ormož.
V ribniku prevladujejo babuške, krapi, amurji in ploščiči. Veliko je tudi ameriških somičev, ki ribiče velikokrat ovirajo pri ribolovu oz. čakanju na kakšno večjo ribo.